# Rozdział drugi (film)
Rozdział drugi (ang. Chapter Two) – amerykańska tragikomedia z 1979 roku na podstawie sztuki Neila Simona pod tym samym tytułem

## Opis fabuły
George Schneider jest pisarzem, który niedawno owdowiał. Jego brat Leo daje mu numer telefonu do Jennie MacLaine. Ale problem jest taki, że George nie może zapomnieć o swojej żonie.

## Obsada
- James Caan – George Schneider
- Marsha Mason – Jennie MacLaine
- Joseph Bologna – Leo Schneider
- Valerie Harper – Faye Medwick
- Alan Fudge – Lee Michaels
- Judy Farrell – Owen Michaels
- Debra Mooney – Marilyn

i inni

## Nagrody i nominacje
Oscary za rok 1979
- Najlepsza aktorka – Marsha Mason (nominacja)

Złote Globy 1979
- Najlepsza aktorka w komedii/musicalu – Marsha Mason (nominacja)
- Najlepsza aktorka drugoplanowa – Valerie Harper (nominacja)